# Eurolines
Eurolines è una organizzazione operante un servizio di autobus a lunga percorrenza internazionale, basandosi su una rete di compagnie offrente un sistema di biglietterie e prenotazioni comuni. La sede centrale è a Bruxelles.
Al 2019, Eurolines operava in Europa unendo 25 stati arrivando fino in Marocco.
Nel gennaio 2018, National Express si è ritirata dall'organizzazione Eurolines, preferendo collaborare con Ouibus.
Nell'aprile 2019 Flixbus annuncia di aver acquisito dal gruppo Transdev le tratte operate da Eurolines in Francia, Paesi Bassi, Belgio, Repubblica Ceca e Spagna ed il marchio Isilines.

## Operatori
- Austria: Deutsche Touring[4]
- Belgio: Flixbus[3]
- Bosnia Erzegovina: Centrotrans Eurolines[5]
- Croazia: Eurolines Autotrans by Arriva[6]
- Republica Ceca: FlixBus[3]
- Estonia: Eurolines Lithuania[7]
- Francia: Flixbus[8]
- Germania: Deutsche Touring[9]
- Irlanda: Bus Éireann trading as Expressway Eurolines[10]
- Lettonia, Lithuania: Eurolines Lithuania[7]
- Paesi Bassi: Eurolines By Flixbus[11]
- Romania: Flixbus[12]
- Spagna: Eurolines Peninsular SA[13]
- Svizzera: Autourisme Léman SA (ALSA) and Eggmann Frey AG[14]